# Вечити дерби (БСК—Југославија)
Вечити дерби Београдског спортског клуба и Спортског клуба Југославија је дерби некадашњих фудбалских клубова из Београда коју су угашени 1945. године реорганизацијом спортског система у Федеративној Народној Републици Југославији. Био је први велики дерби у Београду и на простору данашње Србији. Одиграно је укупно 147 дербија. БСК је 1, а Југославија 4. клуб на југословенској табели свих времена у периоду од 1927. до 1940. године.
БСК и Југославија су тада били најуспешнији фудбалски клубови у Београду и Србији, у оквирима Београда су доминирали, а у Југославији су се борили са хрватским клубовима (ХАШК, Грађански и Конкордија из Загреба и Хајдук из Сплита) за титулу.

## Ривалство
На почетку Београд није имао прави фудбалски клуб, него фудбалске секције у спортским друштвима (попут Српског мача и БАСК-а, тада Соко). БСК је основан 1911. године, а 1913. године Југославија. БСК су основали играчи Српског мача, јер им управа клуба није дозволила да играју са ХАШК-ом у Загребу, али су играчи отпутовали и играли под именом репрезентације Србије. Касније су основали БСК, који је био знатно јачи од других београдских клубова.
Југославију (тада Велика Србија) основао је Данило Стојановић, познат као Чика Дача, јер је пре утакмице БСК—Шумадија 1912. године писмом управи Шумадије (чији је био оснивач) јавио стартну поставу БСК-а (чији је тад био председник). После те утакмице је избачен из клуба, па је основао Велику Србију и за 2 месеца је саставио тим од најбољих играча из Београда и Крагујевца, Чехословачке и Угарске и настојао да, уз БСК, Велика Србија буде најбољи тим Србије. Током Првог светског рата ни БСК ни Југославија нису функционисали, али је после рата ривалство настављено.
Први дерби је одигран 8. септембра 1913. на новоизграђеном игралишту Велике Србије, пред 1.000 гледалаца. Резултат је био 0 : 2 за БСК, а стрелци су били Милета Недић и Андрија Којић, док је прву победу Југославија забележила у четвртом дербију, 21. новембра 1920, на свом терену, уз два гола Раденка Митровића. На почетку оба клуба су имала стадионе на Тркалишту један близу другог. Касније, због изградње Техничких факултета, Југославија је 1927. године премештена на стадион на месту где је данас стадион Рајко Митић, а БСК 1929. године на месту где је данас стадион Партизана.
Чак и у време Другог светског рата није била лоша посета, па је 9. августа 1942. године било 16.000 гледалаца на БСК-овом стадиону. Било је 2 : 1 за БСК. Последњи забележени дерби је одигран 17. септембра 1944. године на стадиону БСК-а пред 7.000 гледалаца, и у њему је славио БСК резултатом 1 : 0.

## Трофеји

### Домаћа такмичења
| Такмичење                       | БСК                                                               | Поређење | Југославија                                                |
| ------------------------------- | ----------------------------------------------------------------- | -------- | ---------------------------------------------------------- |
| Првенство Београдског подсавеза | 1920, 1921, 1922, 1926/27, 1928/29, 1929/30, 1933/34              | 7 : 7    | 1922, 1922/23, 1923/24, 1924/25, 1925/26, 1927/28, 1931/32 |
| Првенство Србије (1939—1944)    | 1939/40, 1940/41, 1942/43, 1943/44                                | 4 : 1    | 1941/42 *                                                  |
| Првенство Краљевине Југославије | 1930/31, 1932/33, 1934/35, 1935/36, 1938/39                       | 5 : 2    | 1924, 1925                                                 |
| Српски олимпијски куп           | /                                                                 | 0 : 1    | 1914                                                       |
| Куп Краљевине Југославије       | 1934                                                              | 1 : 1    | 1936                                                       |
| Укупно                          | Сва такмичења (никада није учествовао у Српском олимпијском купу) | 17 : 12  | Сва такмичења                                              |

(*) — Спорно је играње Југославије у Српској лиги током Другог светског рата

### Међународна такмичења
У то време је на овим просторима од међународних такмичења постојао само Митропа куп.БСК и Југославија су играли пријатељске утакмице против најјачих европских екипа и неретко су одлазили као победници у тим утакмицама.
| Такмичење   | БСК                       | Поређење | Југославија                |
| ----------- | ------------------------- | -------- | -------------------------- |
| Митропа куп | 2 полуфинала 1939. и 1940 | 2 : 0 *  | нема значајнијих резултата |

(*) — полуфинала, јер ни БСК ни Југославија нису постигли бољи резултат

## Вечити дерби 1913 — 1944.[1]
Дан када се састају на терену београдски ривали СК „Југославија” и Б.С.К празник је за пријатеље спорта и за „црвене” и за плаве „навијаче”.
У септембру 1941. године СК „Југославија” мења име у СК „1913”, по години оснивања клуба.
| 1913.                                                        | 1. Дерби 8. септембар 0:2 (0:1)     |                                     |                                       |                                       |                                       |                                  |  |  |  |  |  |
| 1914 — 1918 Због великог Светског Рата утакмице нису игране. |                                     |                                     |                                       |                                       |                                       |                                  |  |  |  |  |  |
| 1919.                                                        | 2. Дерби 2. новембар 1:3 (0:1)      | 3. Дерби 23. новембар 0:4           |                                       |                                       |                                       |                                  |  |  |  |  |  |
| 1920.                                                        | 4. Дерби[а] 20. мај 0:2 (0:1)       | 5. Дерби 8. августа 1:1 (1:0)       | 6. Дерби 24. октобар 0:2              | 7. Дерби 21. новембар 2:0             |                                       |                                  |  |  |  |  |  |
| 1921.                                                        | 8. Дерби 28. март 0:0               | 9. Дерби 6. мај 1:3 (1:0)           | 10. Дерби 22. мај 4:2 (2:0)           | 11. Дерби 4. септембар 3:1 (2:0)      | 12. Дерби 2. октобар 2:3 (1:1)        |                                  |  |  |  |  |  |
| 1922.                                                        | 13. Дерби 17. април 0:3 (0:2)       | 14. Дерби 14. мај 1:0 (0:0)         | 15. Дерби 15. октобар 2:2 (1:1)       |                                       |                                       |                                  |  |  |  |  |  |
| 1923.                                                        | 16. Дерби[б] 11. март 7:2 (2:0)     | 17. Дерби 13. мај 2:1 (1:1)         | 18. Дерби 25. новембар 9:1 (1:0)      |                                       |                                       |                                  |  |  |  |  |  |
| 1924.                                                        | 19. Дерби[в] 6. април 0:2 (0:1)     | 20. Дерби[г] 13. јули 2:1 (0:1)     | 21. Дерби 27. јули 5:0 (4:0)          | 22. Дерби[д] 28. август 5:1 (1:1)     | 23. Дерби 8. новембар 1:2 (1:1)       | 24. Дерби 23. новембар 6:1 (3:0) |  |  |  |  |  |
| 1925.                                                        | 25. Дерби[ђ] 7. јануар 3:0 (2:0)    | 26. Дерби 8. фебруар 4:2 (3:1)      | 27. Дерби 5. април 2:5 (1:3)          | 28. Дерби 3. мај 8:2 (3:2)            | 29. Дерби 17. мај 7:0 (3:0)           | 30. Дерби 4. октобар 2:3 (1:1)   |  |  |  |  |  |
| 1926.                                                        | 31. Дерби 31. јануар 2:0 (0:0)      | 32. Дерби 11. април 0:2 (0:1)       | 33. Дерби 26. септембар 1:3 (0:0)     | 34. Дерби 27. септембар 0:0 (0:1)     | 35. Дерби 21. новембар 0:2 (0:1)      | 36. Дерби 26. децембар 3:5 (2:2) |  |  |  |  |  |
| 1927.                                                        | 37. Дерби 13. фебруар 1:1 (0:1)     | 38. Дерби 1. мај 1:2 (0:1)          | 39. Дерби 17. јули 4:3 (1:1)          | 40. Дерби 20. новембар 2:3 (0:2)      |                                       |                                  |  |  |  |  |  |
| 1928.                                                        | 41. Дерби 7. јануар 0:4 (0:3)       | 42. Дерби[е] 8. јануар 0:4 (0:2)    | 43. Дерби 4. март 2:0 (1:0)           | 44. Дерби 24. јун 3:3 (1:2)           | 45. Дерби[ж] 8. јули 1:4 (0:1)        |                                  |  |  |  |  |  |
| 1928.                                                        | 46. Дерби 2. септембар 2:4 (0:1)    | 47. Дерби[з] 9. септембар 1:6 (0:2) | 48. Дерби 11. новембар 0:2 (0:1)      | 49. Дерби 1. децембар 3:2 (1:1)       | 50. Дерби 7. април 1:7 (1:3)          |                                  |  |  |  |  |  |
| 1929.                                                        | 51. Дерби[и] 16. јун 1:5 (0:2)      | 52. Дерби[и] 4. август 1:2 (0:1)    | 53. Дерби 13. октобар 3:3 (2:1)       | 54. Дерби 17. новембар 1:2 (1:2)      |                                       |                                  |  |  |  |  |  |
| 1930.                                                        | 55. Дерби 8. јануар 4:0 (1:0)       | 56. Дерби 11. мај 0:4 (0:2)         | 57. Дерби 7. септембар 2:1 (0:0)      | 58. Дерби 12. октобар 1:2 (0:1)       | 59. Дерби 28. децембар 4:1 (3:0)      |                                  |  |  |  |  |  |
| 1931.                                                        | 60. Дерби 7. јуни 0:3 (0:2)         | 61. Дерби[ј] 16. август 2:2 (2:1)   | 62. Дерби 15. новембар 1:2 (1:2)      |                                       |                                       |                                  |  |  |  |  |  |
| 1932.                                                        | 63. Дерби 7. фебруар 2:1 (1:1)      | 64. Дерби 13. март 2:3 (2:1)        | 65. Дерби 24. април 1:1 (0:1)         | 66. Дерби 15. мај 3:2 (3:2)           |                                       |                                  |  |  |  |  |  |
| 1932.                                                        | 67. Дерби[к] 12. јуни 3:2 (0:0)     | 68. Дерби 7. август 1:2 (0:0)       | 69. Дерби 6. новембар 0:2 (0:1)       | 70. Дерби 17. децембар 0:3 (0:1)      |                                       |                                  |  |  |  |  |  |
| 1933.                                                        | 71. Дерби 16. април 1:4 (0:2)       | 72. Дерби[л] 18. јун 0:4 (0:1)      | 73. Дерби 5. септембар 1:2 (0:1)      | 74. Дерби[љ] 22. октобар 0:2 (0:1)    |                                       |                                  |  |  |  |  |  |
| 1934.                                                        | 75. Дерби 8. јануар 1:2 (0:1)       | 76. Дерби 8. април 2:1 (1:0)        | 77. Дерби 6. мај 0:6 (0:4)[м]         | 78. Дерби 8. август 1:2 (1:1)         | 79. Дерби 9. септембар 2:1 (2:1)      | 80. Дерби 28. октобар 2:2 (0:1)  |  |  |  |  |  |
| 1935.                                                        | 81. Дерби 10. март 2:3 (0:1)        | 82. Дерби 21. април 3:2 (3:1)       | 83. Дерби[н] 7. јули 3:2 (3:1)        | 84. Дерби[њ] 22. септембар 1:1 (0:0)  | 85. Дерби[њ] 13. октобар 0:6 (0:2)[м] | 86. Дерби 8. децембар 3:2 (2:1)  |  |  |  |  |  |
| 1936.                                                        | 87. Дерби 8. јануар 0:3 (0:0)       | 88. Дерби 22. март 0:3 (0:1)        | 89. Дерби 13. април 1:5 (1:2)         | 90. Дерби 3. мај 2:3 (1:1)            |                                       |                                  |  |  |  |  |  |
| 1936.                                                        | 91. Дерби 28. јун 1:6 (0:1)         | 92. Дерби 5. август 4:0 (3:0)       | 93. Дерби 27. септембар 2:1 (1:0)     |                                       |                                       |                                  |  |  |  |  |  |
| 1937.                                                        | 94. Дерби[о] 21. март 2:0 (1:0)     | 95. Дерби 2. мај 2:2 (1:1)          | 96. Дерби 12. септембар 0:3 (0:3)     |                                       |                                       |                                  |  |  |  |  |  |
| 1938.                                                        | 97. Дерби 16. јануар 1:4 (0:2)      | 98. Дерби 23. јануар 1:1 (0:1)      | 99. Дерби 27. фебруар 0:1 (0:0)       | 100. Дерби 20 март 0:0                |                                       |                                  |  |  |  |  |  |
| 1938.                                                        | 101. Дерби 25 април 2:3 (0:1)       | 102. Дерби 14 јули 1:1 (1:1)        | 103. Дерби 23 октобар 1:1 (0:1)       |                                       |                                       |                                  |  |  |  |  |  |
| 1939.                                                        | 104. Дерби 8 јануар 2:1 (1:1)       | 105. Дерби 5. фебруар 0:1 (0:1)     | 106. Дерби 19. фебруар 4:0 (2:0)      | 107. Дерби 2. април 2:1 (0:0)         | 108. Дерби 10. април 1:0 (1:0)        |                                  |  |  |  |  |  |
| 1939.                                                        | 109. Дерби 12. август 1:3 (1:0)     | 110. Дерби 6. септембар 1:6 (1:3)   | 111. Дерби 1. новембар 1:0 (0:0)      | 112. Дерби 1. децембар 0:2 (0:1)      |                                       |                                  |  |  |  |  |  |
| 1940.                                                        | 113. Дерби 3. март 1:1 (1:1)        | 114. Дерби 12. мај 1:3 (1:1)        | 115. Дерби 26. мај 1:0 (1:0)          | 116. Дерби 4. август 3:1 (1:1)        | 117. Дерби 11. август 2:2 (1:1)       | 118. Дерби 6. октобар 0:3 (0:1)  |  |  |  |  |  |
| 1941.                                                        | 119. Дерби 8. јануар 0:1 (0:0)      | 120. Дерби[п] 9. март 1:1 (0:1)     | 121. Дерби 18 мај 4:3 (3:0)           | 122. Дерби[р] 22. јун 0:3 (0:2)       | 123. Дерби 3. август 0:0              |                                  |  |  |  |  |  |
| 1941.                                                        | 124. Дерби 10. август 1:2 (0:1)     | 125. Дерби 14. септембар 1:3 (0:1)  | 126. Дерби[с][т] 5. октобар 3:4 (1:3) | 127. Дерби[с] 26. октобар 0:0         | 128. Дерби 9. новембар 4:2 (2:0)      |                                  |  |  |  |  |  |
| 1942.                                                        | 129. Дерби 14. мај 1:1 (0:1)        | 130. Дерби 9. август 1:2 (0:0)      | 131. Дерби 4. октобар 1:2 (1:1)       | 132. Дерби 11. октобар 0:0            | 133. Дерби 8. новембар 1:1 (0:0)      | 134. Дерби 7. јануар 1:3 (1:2)   |  |  |  |  |  |
| 1943.                                                        | 135. Дерби 8. јануар 1:5 (0:2)      | 136. Дерби 14. фебруар 1:4 (0:2)    | 137. Дерби 7. март 1:4 (0:1)          | 138. Дерби 11. април 1:5 (1:4)        | 139. Дерби 15. август 2:5 (0:3)       |                                  |  |  |  |  |  |
| 1943.                                                        | 140. Дерби[ћ] 7. новембар 2:0 (0:0) | 141. Дерби[у] 14. новембар 0:0      | 142. Дерби[ф] 28. новембар 0:1 (0:1)  | 143. Дерби[х] 19. децембар 1:1 (1:0)  |                                       |                                  |  |  |  |  |  |
| 1944.                                                        | 144. Дерби 15. јул 1:1 (0:1)        | 145. Дерби[ц] 15. јул 4:1 (2:0)     | 146. Дерби 13. август 0:1 (0:0)       | 147. Дерби[ц] 17. септембар 0:1 (0:0) |                                       |                                  |  |  |  |  |  |
| Укупно одиграно 147 дербија | СК „Југославија” победила 42 пута | Нерешено 28 пута | Б.С.К. победио 77 пута |
Три утакмице нису рачунате у укупну статистику дербија.
Два Дербија одиграна по такозваном „сикст” систему са по шест играча у тиму
- 07. априла 1924. СК Југославија — Б.С.К. 4:1 (2:1)
- 19. септембра 1943. Б.С.К. — СК 1913 4:2 (3:0)

Ревијални меч ветерана
- 05. септембра 1943. Б.С.К. — СК 1913 2:0 (1:0)